# Zyklon B

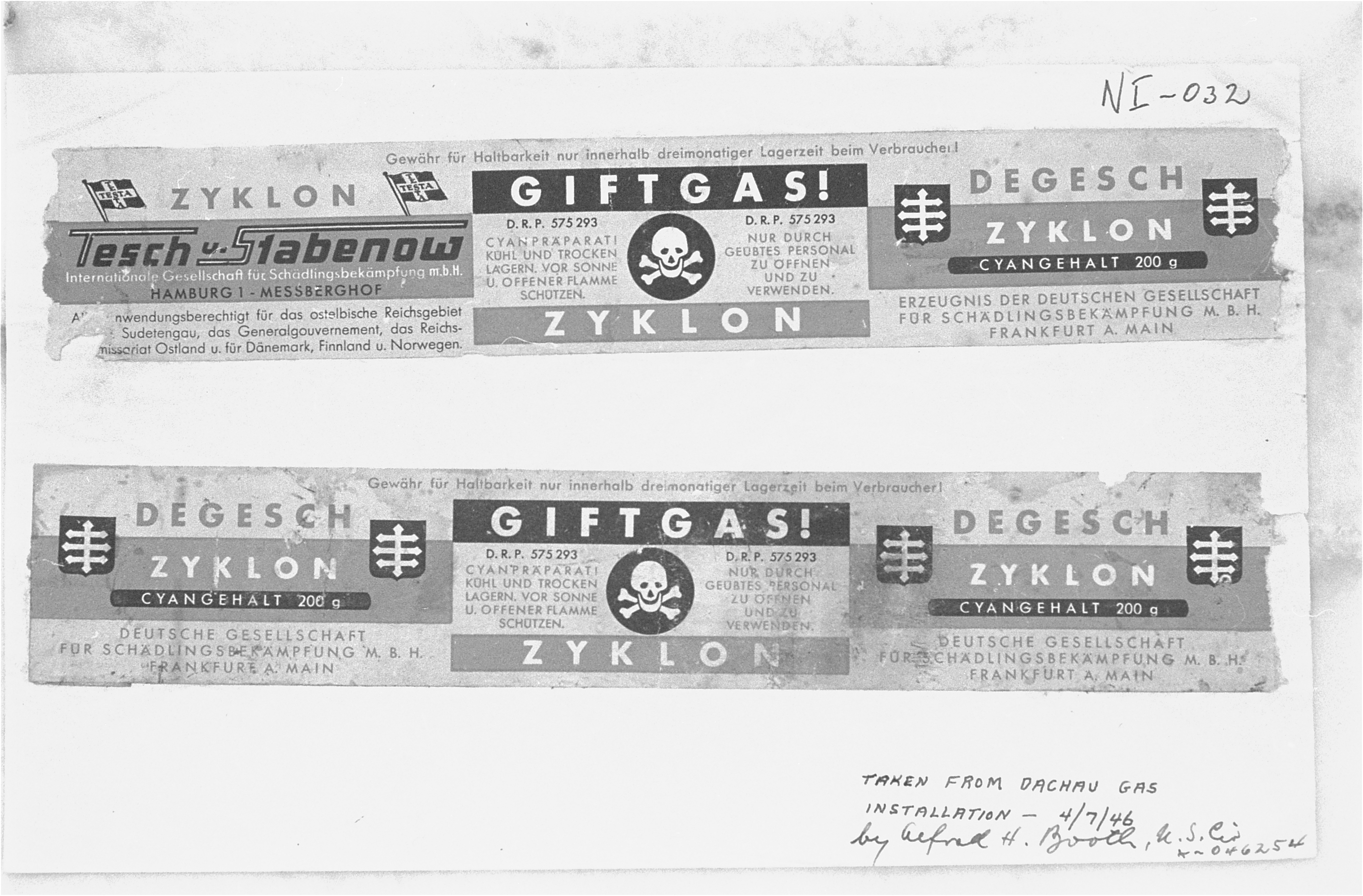
Etiquetas de Zyklon B, del campo de concentración de Dachau usados como prueba en los juicios de Núremberg. Las primeras y terceras líneas contienen información del fabricante y el nombre de la marca. En el panel central se lee "¡Gas venenoso! Preparación de cianuro para ser abierto y utilizado solo por personal capacitado".

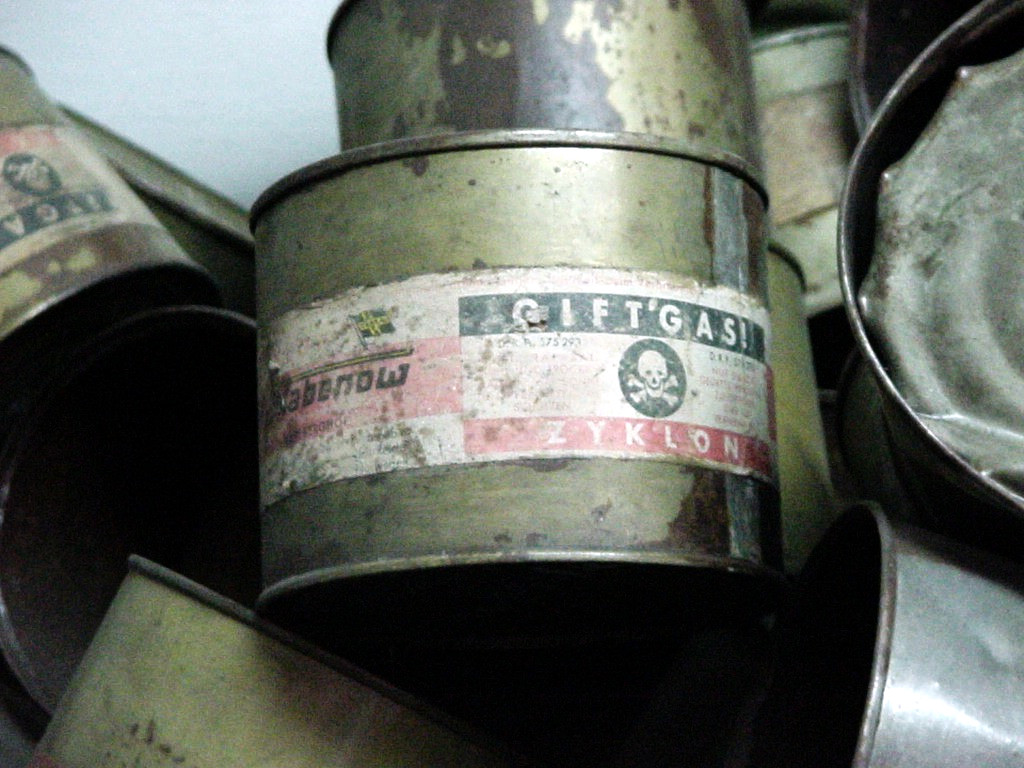
Envases del Zyklon B.

Zyklon B fue el nombre comercial de un pesticida a base de cianuro creado en Alemania en la década de 1920. Consistía en cianuro de hidrógeno (ácido prúsico), así como un irritante ocular preventivo y uno de los varios absorbentes conocidos como tierras diatomeas. El producto es famoso dado su uso por la Alemania nazi durante el Holocausto para asesinar a millones  de personas en cámaras de gas instaladas en el campo de exterminio de Auschwitz-Birkenau, en el campo de concentración de Majdanek, así como en otros campos.
El cianuro de hidrógeno, un gas venenoso que interfiere con la respiración celular, se utilizó por primera vez como pesticida en California en la década de 1880. La investigación de Degesch, en Alemania, condujo al desarrollo de Zyklon (más tarde conocido como Zyklon A), un pesticida que liberaba cianuro de hidrógeno al exponerse al agua y al calor. Fue prohibido después de la Primera Guerra Mundial, cuando Alemania usó un producto similar como arma química. Degussa compró Degesch en 1922. Su equipo de químicos, que incluía a Walter Heerdt y Bruno Tesch, idearon un método para empaquetar cianuro de hidrógeno en botes sellados junto con un irritante ocular de precaución y uno de varios absorbentes como la tierra de diatomeas. El nuevo producto también se llamó Zyklon, pero se hizo conocido como Zyklon B para distinguirlo de la versión anterior. Los usos incluyeron el despioje de ropa y la fumigación de barcos, almacenes y trenes.
Los nazis comenzaron a usar Zyklon B en campos de exterminio a principios de 1942 para asesinar prisioneros durante el Holocausto. Tesch fue ejecutado en 1946 por vender a sabiendas el producto a las SS para su uso en humanos. El cianuro de hidrógeno ahora rara vez se usa como pesticida, pero aún tiene aplicaciones industriales. Las empresas en varios países continúan produciendo Zyklon B bajo marcas alternativas, incluida Detia-Degesch, la sucesora de Degesch, la cual cambió el nombre del producto a Cyanosil en 1974. Se produce en la República Checa bajo la marca registrada Uragan D2 para exterminar insectos y roedores.

## Modo de acción
El cianuro de hidrógeno es un gas venenoso que interfiere con la respiración celular. El cianuro evita que la célula produzca adenosina trifosfato (ATP) al unirse a una de las proteínas involucradas en la cadena de transporte de electrones.
Esta proteína, la citocromo c oxidasa, contiene varias subunidades y tiene enlaces que contienen grupos de hierro. El componente de cianuro de Zyklon B puede unirse a uno de estos grupos de hierro, el hemo a3, formando un compuesto más estabilizado a través de la unión de metal con enlace pi. Como resultado de la formación de este nuevo complejo de cianuro de hierro, los electrones que se ubicarían en el grupo hemo a3 ya no pueden hacerlo. En cambio, estos electrones desestabilizan el compuesto; así, el grupo hemo ya no los acepta. En consecuencia, el transporte de electrones se detiene y las células ya no pueden producir la energía necesaria para sintetizar ATP. En un ser humano que pese 68 kg, la muerte se produce a los dos minutos de inhalar 70 mg de cianuro de hidrógeno.

## Uso como pesticida

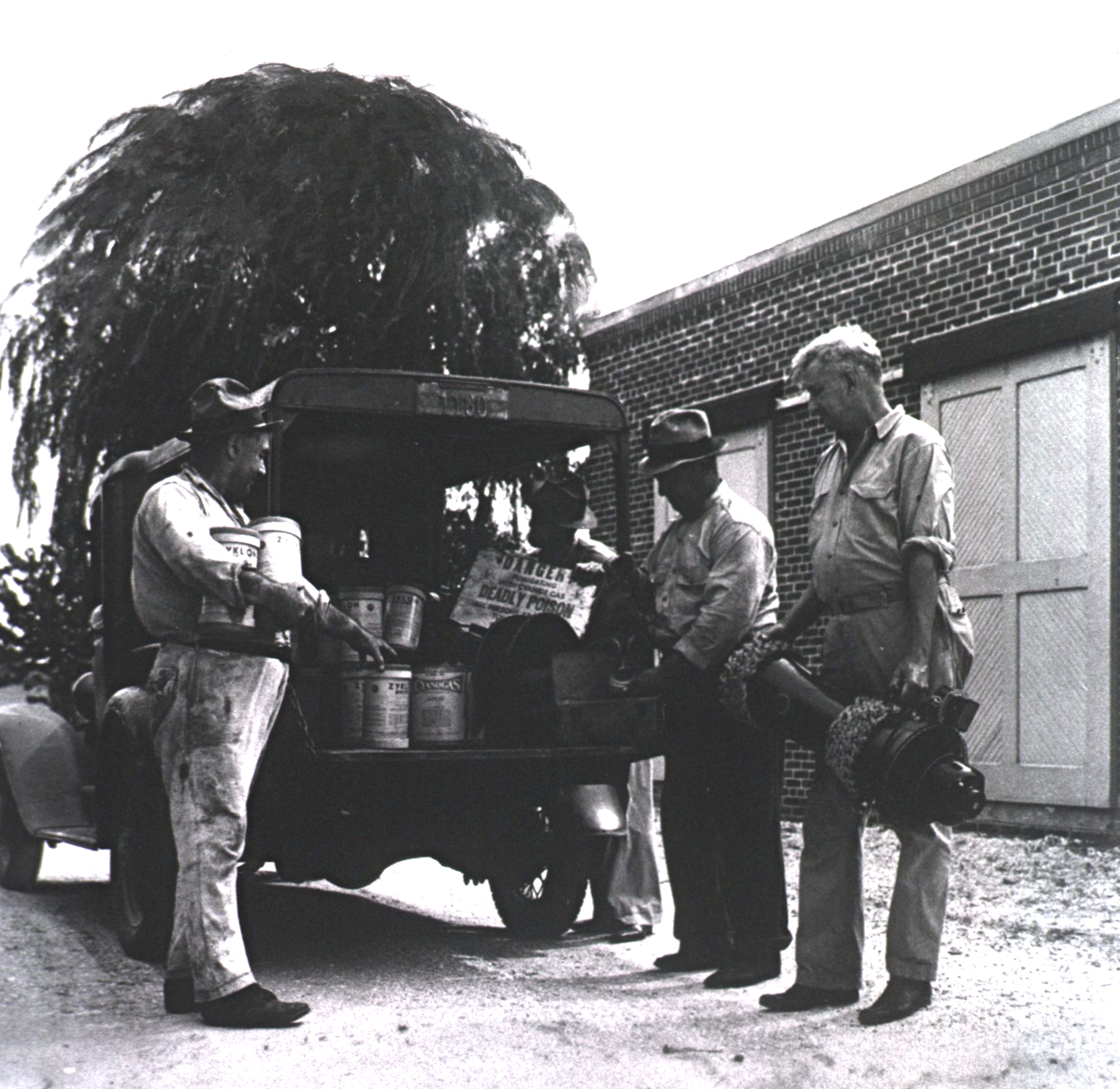
Un equipo de fumigación en Nueva Orleans, 1939. Aquí aparecen botes de Zyklon.

El cianuro de hidrógeno, descubierto a fines del siglo XVIII, se utilizó en la década de 1880 para la fumigación de cítricos en California, EE. UU. Su uso se extendió a otros países para la fumigación de silos, vagones de mercancías, barcos y molinos. Su peso liviano y su rápida dispersión significaron que su aplicación debía realizarse debajo de carpas o en áreas cerradas. Las investigaciones de Fritz Haber del Instituto Kaiser Guillermo de Química Física y Electroquímica condujeron a la fundación en 1919 de la Deutsche Gesellschaft für Schädlingsbekämpfung mbH (Degesch), un consorcio controlado por el estado formado para investigar uso militar de la sustancia química. Los químicos de Degesch agregaron un irritante ocular de precaución a un compuesto de cianuro menos volátil que reaccionó con el agua en presencia de calor para convertirse en cianuro de hidrógeno. El nuevo producto se comercializó como el pesticida Zyklon (ciclón). Como los alemanes utilizaron una fórmula similar como arma durante la Primera Guerra Mundial, el Zyklon pronto fue prohibido.
También se usó Zyklon A como plaguicida, con cianoformiato de metilo como agente activo.
La Deutsche Gold- und Silber-Scheideanstalt (Refinería Alemana de Oro y Plata; Degussa) se convirtió en la única propietaria de Degesch en 1922. Allí, a comienzos de 1922 Walter Heerdt, Bruno Tesch y otros trabajaron en el empaquetado de cianuro de hidrógeno en frascos sellados junto con un irritante ocular de precaución (los irritantes oculares de precaución utilizados incluyeron cloropicrina y cloruro de cianógeno) y estabilizadores absorbentes tales como tierra de diatomeas. El nuevo producto también fue etiquetado como Zyklon, pero se hizo conocido como Zyklon B para distinguirlo de la versión anterior. Heerdt fue nombrado inventor de Zyklon B en la solicitud de patente de Degesch (número DE 438818) del 20 de junio de 1922. La Deutsches Patent- und Markenamt otorgó la patente el 27 de diciembre de 1926. A partir de la década de 1920, el Zyklon B se usó en las instalaciones de aduanas de EE. UU. a lo largo de la frontera mexicana para fumigar la ropa de los que cruzaban la frontera.

## Estructura empresarial y venta
En 1930, Degussa cedió el 42.5 % de la propiedad de Degesch a IG Farben y el 15 % a Th. Goldschmidt AG, a cambio del derecho a comercializar productos pesticidas de esas dos compañías a través de Degesch. Degussa retuvo el control de la gestión.
Si bien Degesch poseía los derechos de la marca Zyklon y la patente del sistema de envasado, la fórmula química era propiedad de Degussa. Schlempe GmbH, que en un 52 % pertenecía a Degussa, poseía los derechos de un proceso para extraer cianuro de hidrógeno de los productos de desecho del procesamiento de la remolacha azucarera. Este proceso fue realizado bajo licencia por dos compañías, Dessauer Werke y Kaliwerke Kolin, quienes también combinaron el cianuro de hidrógeno resultante con el estabilizador de IG Farben y un agente de precaución de Schering AG para formar el producto final, que fue empaquetado usando equipo, etiquetas y botes proporcionados por Degesch. Los productos terminados se enviaron a Degesch, quien enviaba el producto a dos empresas que actuaban como distribuidores: Heerdt-Linger GmbH (Heli) de Fráncfort y Tesch & Stabenow (Testa) de Hamburgo. Su territorio estaba dividido a lo largo del río Elba, con Heli manejando clientes al oeste y al sur, y Testa a los del este. Degesch poseía el 51 % de las acciones de Heli, y hasta 1942 poseía el 55 % de Testa.
Antes de la Segunda Guerra Mundial, Degesch obtuvo la mayor parte de sus ganancias de Zyklon B de ventas en el extranjero, particularmente en los Estados Unidos, donde fue producido bajo licencia por Roessler & Hasslacher antes de 1931 y por American Cyanamid de 1931 a 1943. Desde 1929, el Servicio de Salud Pública de los Estados Unidos usó Zyklon B para fumigar trenes de carga y ropa de inmigrantes mexicanos que ingresan a los Estados Unidos. Los usos en Alemania incluyeron la limpieza de la ropa (a menudo usando una cámara sellada portátil inventada por Degesch en la década de 1930) y la fumigación de barcos, almacenes y trenes. Para 1943, las ventas de Zyklon B representaban el 65 % de los ingresos por ventas de Degesch y el 70 % de sus ganancias brutas.

## Uso en humanos

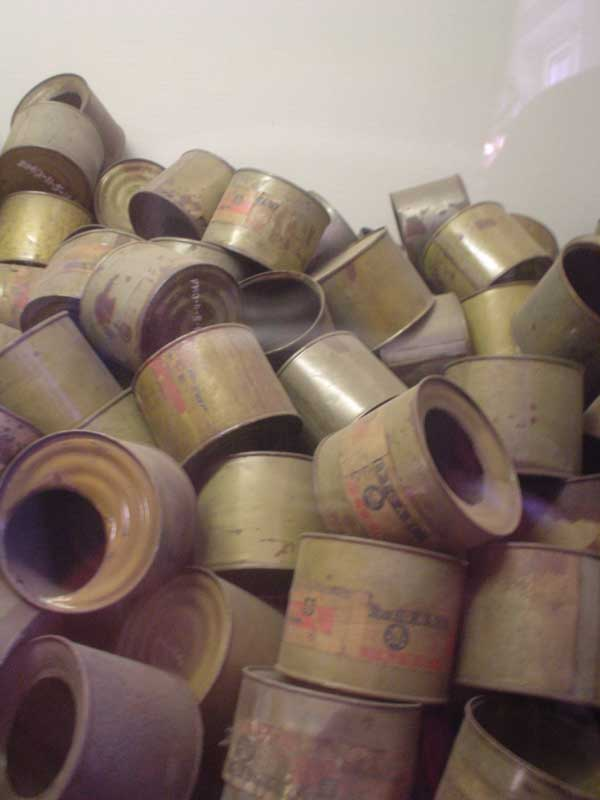
Envases de Zyklon B vacíos, encontrados por los Aliados al final de la Segunda Guerra Mundial.

El Zyklon B se usó para controlar los parásitos responsables de la extensión de brotes de tifus en los campos de concentración, pero acabó convirtiéndose en uno de los principales instrumentos de la solución final nazi. 
Algunos autores han indicado que en enero o febrero de 1940 se utilizó para matar a 250 niños gitanos de Brno en el campo de concentración de Buchenwald. Rudolf Höss, comandante de Auschwitz, dijo que el uso de Zyklon-B para matar prisioneros surgió por iniciativa de uno de sus subordinados, el SS-Hauptsturmführer Karl Fritzsch, quien lo había usado para matar a algunos prisioneros de guerra soviéticos a fines de agosto de 1941 en el sótano del bloque 11 en el campo principal. Repitieron el experimento con más prisioneros de guerra en septiembre, con Höss supervisando. El 3 de septiembre de 1941, 600 prisioneros de guerra soviéticos fueron gaseados con Zyklon B en Auschwitz I.
A comienzos de 1942, los nazis empezaron a usar Zyklon B como la herramienta preferida para matar en los campos de exterminio durante el Holocausto. Fue usado para matar aproximadamente a 1,1 millones de personas en cámaras de gas en Auschwitz-Birkenau, Majdanek y otros lugares. La mayoría de las víctimas eran judíos y la inmensa mayoría de los asesinados con este método murieron en Auschwitz. El distribuidor Heli suministró Zyklon B a los campos de Mauthausen, Dachau y Buchenwald, y Testa suministraba a Auschwitz y a Majdanek; los campamentos también lo compraron ocasionalmente directamente a los fabricantes.
 Unas 56 toneladas de las 729 toneladas vendidas en Alemania entre 1942 y 1944 se vendieron a campos de concentración, lo que representó alrededor del 8 por ciento de las ventas nacionales. Auschwitz recibió 23,8 toneladas, de las cuales 6 toneladas fueron usadas para fumigación. El resto se usó en las cámaras de gas o se perdió por deterioro (el producto tenía una vida útil indicada de solo tres meses). Testa realizó fumigaciones para la Wehrmacht con Zyklon B. También ofrecieron cursos a las SS sobre el manejo y uso seguro del material para fines de fumigación. En abril de 1941, los ministerios de Agricultura e Interior alemanes designaron a las SS como un aplicador autorizado de la sustancia química, lo que significaba que podían usarla sin más capacitación o supervisión gubernamental.
El Zyklon B lo suministraban las compañías alemanas Degesch (Deutsche Gesellschaft für Schädlingsbekämpfung mbH, Corporación Alemana para el Control de Plagas) y Testa (Tesch und Stabenow, Internationale Gesellschaft für Schädlingsbekämpfung m.b.H), bajo licencia del dueño de la patente, la empresa IG Farben. Testa proporcionaba 2000 kg al mes, y Degesch 750 kg.
El 5 de abril de 1944 un representante de Joachim Mrugowsky escribió a Degesch pidiendo 5 toneladas de Zyklon B sin el odorante de advertencia. Un encargado de Degesch expresó su preocupación de que producirlo sin olor pudiera afectar a la licencia de producción.
Fritz Haber, un judío alemán, desarrolló gases químicos tóxicos que fueron usados en las trincheras durante la Primera Guerra Mundial. Tras esto, su esposa Clara, también química y contraria a lo que había hecho su marido, se suicidó con la pistola de este. El instituto de Haber desarrolló también el Zyklon A. Posteriormente, por haber nacido judío, fue forzado a emigrar en 1934. Su extensa familia fue asesinada usando el químico Zyklon B.
En 2002, la empresa Bosch Siemens Hausgeräte renunció a registrar la marca Zyklon en Estados Unidos para sus productos por protestas de grupos judíos. Ese mismo año Umbro renunció a usar la marca para uno de sus productos por el mismo motivo.
Los negacionistas del Holocausto afirman que no se usó Zyklon B en las cámaras de gas, según lo evidenciado por la carencia de residuo de azul de Prusia en los compartimentos. En 1994, el Instituto de Investigación Forense en Cracovia examinó esta alegación, teniendo en cuenta que la formación de azul de Prusia por la exposición al cianuro de ladrillos no es una reacción altamente probable. Utilizando técnicas de microdifusión se probaron 22 muestras de las cámaras de gas, cámaras de desinfección (como controles positivos) y vivienda (como controles negativos). Se encontraron residuos de cianuro tanto en las cámaras de desinfección como en las ruinas de las cámaras de gas pero ninguno en las ruinas de la vivienda.

### Efectos sobre las víctimas en las cámaras de gas
El Zyklon B se vertía en tuberías perforadas desde el tejado, una vez que las víctimas eran encerradas en la cámara de gas. El Zyklon B reaccionaba con la humedad ambiental interna producida por las personas, y estas sufrían en primer lugar sofocación. Luego venía la inconsciencia, la muerte cerebral, el coma y la muerte, entre 20 y 25 minutos después de ingresadas las dosis de veneno. La muerte no es instantánea como podría deducirse sino debida a una sofocación creciente en las víctimas. Johann Kremer, un médico de las SS que supervisó gaseamientos, testificó que: "los gritos de las víctimas se oían a través de la mirilla de la puerta y estaba claro que lucharon por sus vidas".
En las memorias de Nyiszli Miklos, uno de los escasos supervivientes del sonderkommando de Auschwitz y médico patólogo de profesión, puede leerse que el sonderkommando encontraba en la cámara de gas los cadáveres en capas. Debajo los más débiles (ancianos, niños), en el medio las mujeres y encima los más jóvenes y fuertes.

### Eficiencia
El Zyklon B era un tóxico altamente eficaz. En condiciones ideales tan sólo se requería apenas 4 gramos por persona para causar la muerte. Esto significaba que 1 tonelada de este producto tenía el potencial para dar muerte a 250 000 personas.
Las producciones de este compuesto con licencia Degesch no están del todo documentadas pero por dar un ejemplo, en 1944 se usaron en Oranienburg 2175 kg y 1175 kg en Auschwitz suministradas por Degesch mediante el médico de las SS Kurt Gerstein. Esta cantidad, en total unos 3790 kg, representa el exterminio de casi 1 millón de personas.

### Juicios
Después de la guerra, varios empleados de las compañías que habían suministrado Zyklon B a las SS en los campos de concentración y exterminio fueron llevados ante el tribunal en varios juicios penales. El primer juicio, de empleados de la distribuidora de Hamburgo de Testa, se llevó a cabo ante un tribunal militar británico en Hamburgo del 1 al 8 de marzo de 1946. El propietario de la firma, Bruno Tesch, y sus compañeros de trabajo Joachim Hans Drosihn y Karl Weinbacher, fueron acusados de haber suministrado el Zyklon B para asesinar a personas. Joachim Hans Drosihn fue absuelto ya que no se pudo demostrar que tuviera conocimiento de la política corporativa. Weinbacher y Tesch, por otro lado, fueron declarados culpables y fueron condenados a muerte. La sentencia de muerte se llevó a cabo en el penal de Hamelín el 16 de mayo de 1946.
En el juicio de I. G. Farben en Núremberg entre 1947 y 1948 Heinrich Hörlein, Carl Wurster y Wilhelm Rudolf Mann, miembros del consejo ejecutivo de I. G. Farben y del consejo supervisor de Degesch, fueron acusados de suministrar Zyklon B a través de Degesch a los campos para el exterminio de personas. Sin embargo fueron absueltos por no haber pruebas concluyentes de que los acusados "tuvieran una influencia decisiva en la política corporativa de Degesch o cualquier conocimiento legalmente relevante del propósito previsto de sus productos".
Un tribunal en Fráncfort del Meno sentenció al exgerente general de Degesch, Gerhard Peters, en 1948 a cinco años de prisión. Después de que el Tribunal Federal de Justicia de Alemania Occidental (Bundesgerichtshof) hubiera anulado la decisión, Peters fue sentenciado por un tribunal en Wiesbaden el 7 de agosto de 1953 a seis años de prisión. En un nuevo juicio, Peters finalmente fue absuelto en mayo de 1955.